# 아카데미아 미술관 (베네치아)

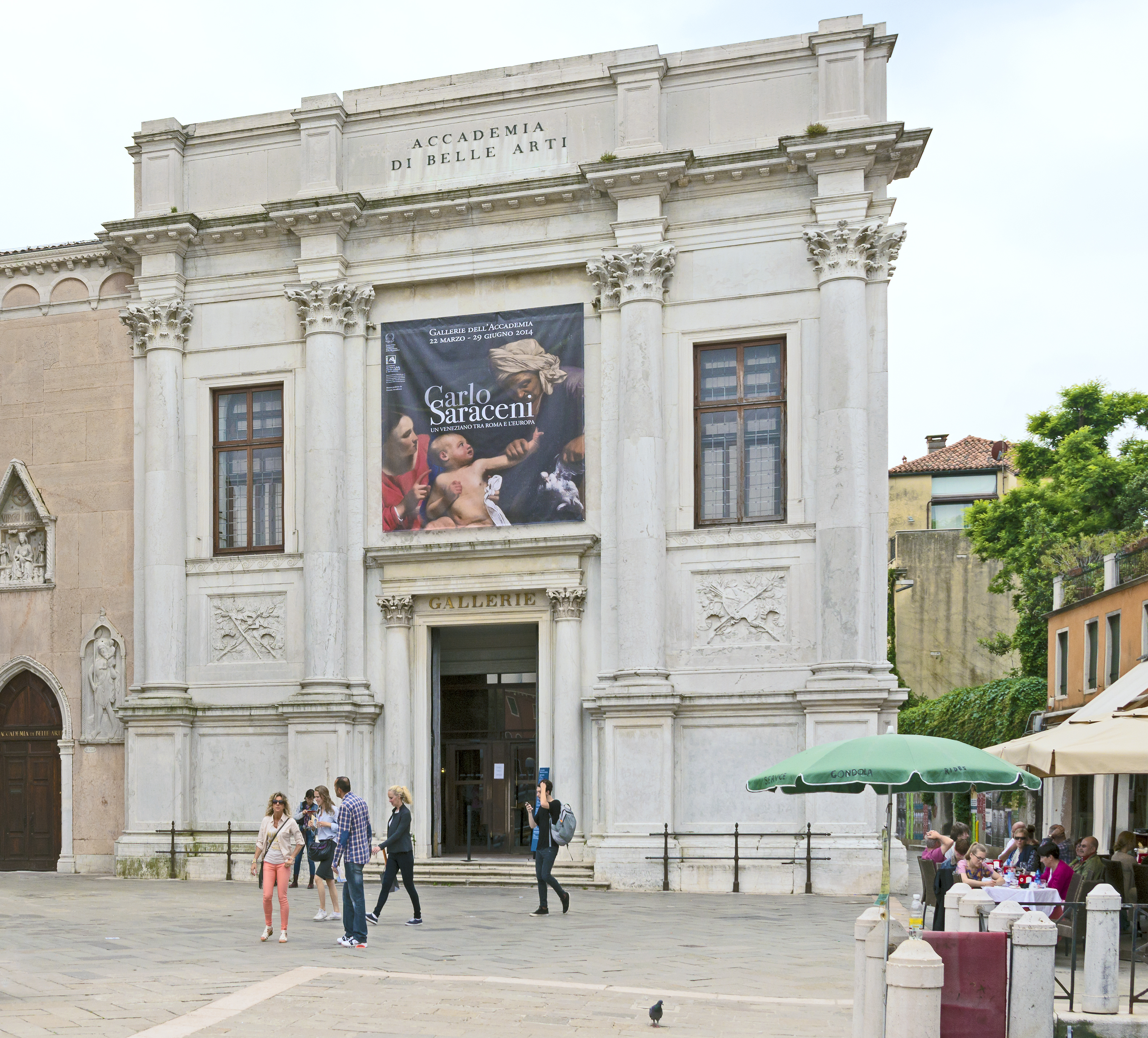
아카데미아 미술관 입구

아카데미아 미술관(이탈리아어: Gallerie dell'Accademia)은 이탈리아 베네치아에 있는 미술관이다.

## 연혁
1750년 지역 출신의 화가 조반니 바티스타 피아체타에 의해 창설된 미술학교 (아카데미아)가 기원으로, 현재는 14세기부터 18세기까지의 베네치아파 회화를 중심으로 수집하고있다. 특히 베네치아파의 첫번째 세대를 대표하는 조반니 벨리니, 티치아노, 틴토레토, 파올로 베로네세의 대표작이 있다.